# ML-SI3
ML-SI3 es un compuesto químico que actúa como "antagonista" (es decir, bloqueador de canales) de la familia TRPML de canales de calcio, con mayor actividad en el canal TRPML1, aunque también bloquea los canales relacionados TRPML2 y TRPML3 con menor afinidad. Se utiliza para investigar el papel de TRPML1 y sus diversas funciones en los lisosomas y en otras partes del cuerpo.